# 高分子
高分子（こうぶんし）または高分子化合物（こうぶんしかごうぶつ、英: macromolecule）とは、非常に高い分子量を有する化合物である。特に、重合と呼ばれる化学反応によって生成された高分子化合物のことを、重合体あるいはポリマーという。
国際純正・応用化学連合（IUPAC）の高分子命名法委員会では高分子を「分子量が大きい分子で、分子量が小さい分子から実質的または概念的に得られる単位の、多数回の繰り返しで構成した構造」と定義している。日本の高分子学会もこの定義に従っている。

## 高分子の種類
高分子はその由来によって、自然界の産物である天然高分子(英: natural macromolecule)と、人工的に合成された合成高分子(synthetic macromolecule)、天然高分子から化学的に誘導された半合成高分子(semisynthetic macromolecule)に分類される。さらに、高分子を構成する分子によって有機高分子(organic macromolecule)と無機高分子(inorganic macromolecule)にそれぞれ分けられる。天然の有機高分子は生物によって合成されるため、生体高分子とも呼ばれる。これらの分類方法とは別に、特に生体高分子において繰り返し構造の規則性での分類もある。ただ1種の構成単位が単一の連結法で繰返された構造を持つ化合物を規則性高分子（regular macromolecule）という。２種以上の構成単位の繰返しからなる構造をもつ、あるいは構成単位の連結法が単一でない構造をもつ高分子を不規則性高分子（irregular macromolecule）という。
天然高分子
有機かつ規則性高分子
ポリアミン、一部の脂質、セルロース、アミロース、デンプン、キチン、天然ゴムなど
有機かつ不規則性高分子
ポリペプチド、タンパク質、DNA、RNA、一部の脂質、リグニン、アスファルテンなど
無機かつ規則性高分子
二酸化ケイ素（水晶、石英）、雲母、長石、石綿、天然由来の炭素同素体(ダイヤモンド、黒鉛)、閃亜鉛鉱、ウルツ鉱など
無機かつ不規則性高分子
なし

合成高分子
有機かつ規則性高分子
合成樹脂（プラスチック）（ポリ塩化ビニル、ポリエチレン、フェノール樹脂など）、シリコン樹脂（シリコンゴム、シリコンオイル）、合成繊維（ナイロン、ビニロン、ポリエステル、ポリエチレンテレフタラートなど）、合成ゴムなど
無機かつ規則性高分子
ポリシロキサン、ポリホスファゼン、ポリシラン、窒化硫黄ポリマー、ガラス、合成ルビー、合成された炭素同素体(人工ダイヤモンド、人工グラファイトなど）など

半合成高分子
有機かつ規則性高分子
三酢酸セルロース、二酢酸セルロース、硝酸セルロース、セルロイド、再生高分子（再生繊維レーヨン）など
また、共重合体の単位構造配列による分類方法もある。
- ランダム共重合体
- 交互共重合体
- ブロック共重合体
- グラフト共重合体

高分子の分岐の程度で以下のように分ける。
線状高分子 (liner macromolecule)
実質的または概念的に、相対分子質量の小さい分子（単量体など）に由来する単位が線状に数多く繰返された構造をもつ高分子
星型高分子 (star macromolecule)
1個の分岐点から線状分子鎖（腕）が出ている高分子。星型高分子の腕が構成（化学構造）および重合度に関して同じである場合、その高分子のことを規則性星型高分子 (regular star macromolecule)という。異なる場合は混合鎖星型高分子 (variegated star macromolecule) という。ただし、規則性星型高分子の規則性とは骨格構造の規則性であり、規則性高分子の規則性とは若干意味が異なる。
櫛型高分子 (comb macromolecule)
線状側鎖が出ている三叉分岐点(定義 1.54 参照)を主鎖(定義 1.34 参照)に数多くもつ高分子。主鎖中の分岐点間の副分子鎖および主鎖の末端の副分子鎖が構成（化学構造）および重合度に関して同じであり、側鎖も構成（化学構造）および重合度に関して同じである場合は、その高分子を規則性櫛型高分子 (regular comb macromolecule) という。
ブラシ状高分子 (brush macromolecule)
少なくとも数個の分岐点が3よりも多く枝分かれしている高分子

## 構造
高分子は1種類あるいは数種類の繰り返し単位（repeating unit）から成る。殆どの場合、繰り返し単位は原料の単量体に由来する。高分子の構造は繰り返し単位の化学構造だけでなく、繰り返し単位の結合や重合度によって異なる。これらの要素によって決定される高分子の構造を一次構造という。
一次構造は、その高分子が生成された反応の素過程を記録している。生体高分子の一方の末端には開始剤(の断片)が存在する。もう一方の末端には、反応停止剤といった、重合の停止反応に由来する断片が存在する。両末端の間は成長反応の様子を示唆する。単量体が共役二重結合や三重結合を有していた場合、シス-トランス異性など、不飽和結合に関する幾何異性の情報を高分子の構造から知ることができる。
高分子の部分や官能基は、自己の他の部分や官能基と分子間力（イオン結合、水素結合、双極子相互作用、ファンデルワールス力）によって相互作用している。この相互作用は、高分子鎖の骨格に沿って近いもの（分子式上での隣接および近接部分）の間にも遠いものの間にも生じる。前者の相互作用を近接相互作用英: next-nearest-neighbor interaction、後者を遠隔相互作用という。遠隔相互作用が生ずる理由は、高分子が折れ曲がることにより分子式上で遠く離れていても空間的に近づくためである。加えて、溶液の場合、溶媒や他の溶質とも分子間力や配位結合での相互作用が生じている。
これら相互作用は高分子の立体構造を決定的に支配する。相互作用が存在しない理想鎖の場合、高分子は無数の立体構造を取り得る。なぜなら、相互作用がなければ高分子の各結合は自由に回転できるためである。しかし、現実には相互作用により分子間回転は制限され、高分子が取り得る立体構造は制限されている。高分子の構造が決定されている例としてはタンパク質や核酸の四次構造である。
溶液中の高分子の立体構造は刻々と変化し、見掛け上、高分子は運動している。これは、熱運動する溶媒分子との衝突による。高分子のこの運動をミクロブラウン運動という。

### 位置規則性
単量体がアルケンであるビニル重合では、頭-尾結合（head to tail）と頭-頭結合（head to head）の2通りの結合様式が、置換基の立体障害や電子的特性に応じて生じる。これを位置規則性という。一方ラクトンや環状エーテルなどのや環状化合物を単量体とする開環重合では、開裂が起こる場所によって頭-尾結合と頭-頭結合の起こる割合も変わる。

### 立体規則性
プロピレンなどの重合において、重合することによってできた四級炭素は不斉炭素原子であり、重合法によってはこの不斉炭素の絶対配置に規則性が現れる。これを立体規則性（タクティシティー、tacticity）という。すべての不斉炭素が同じ絶対配置を持つような構造をイソタクチック(アイソタクチック)といい、絶対配置が交互に並ぶものをシンジオタクチックという。また、全くランダムになった構造をアタクチックという。立体規則性はNMRを用いることで評価ができる。
チーグラー・ナッタ触媒によって合成されたポリプロピレンはイソタクチックであるが、通常のラジカル重合で合成したポリプロピレンはアタクチック構造である。

### 幾何異性体
ジエン系モノマーの重合では、1,2-構造、シス 1,4-構造、トランス 1,4-構造といった異性体構造が生じる。

### 共重合体の構造
共重合体には、ランダム共重合体（―ABBABBBAAABA―）、交互共重合体（―ABABABABABAB―）、周期的共重合体（―AAABBAAABBAAA―）、ブロック共重合体（―AAAAAABBBBBB―）、の4種類の構造がある。
また、ブロック共重合体の一種にグラフト共重合体と呼ばれるものがあり、これは幹となる高分子鎖に、異種の枝高分子鎖が結合した枝分かれ構造をしている。
多数の枝からなる樹木状（多分岐高分子）のデンドリマー、ハイパーブランチポリマー、ロタキサン、高分子カテナン、水素結合、静電気力、配位結合のような弱い結合力で結びつけた自己集積型高分子、などの新構造高分子の合成も近年注目されている。

## 大きさ
ミクロブラウン運動により形が常に変化するため、高分子の大きさ(分子量ではない)も変化する。高分子の大きさはある瞬間の特定の立体構造での大きさではなく、可能性のあるすべての立体構造の大きさを平均した値(高分子鎖の広がり、英: average chain dimension)で評価される。高分子鎖の広がりは平均二乗両端間距離や平均二乗回転半径などで計算される。これらに加えて、分子内や溶媒との相互作用の平均力ポテンシャル、さらには排除体積効果も考慮されることがある。

## 分子量
分子が懸濁（英: suspention）した状態を分散相という。このとき分子の大きさが揃っている相を単分散（単分散系、英: mono-disperse system）、不揃いなものを多分散（多分散系、英: poly-disperse system）という。
合成高分子の分子量は多分散を示す。つまり合成高分子は、同一の組成を持つが分子量は異なる分子の混合物であり、その分子量は通常、数平均分子量あるいは重量平均分子量で表される。分子量分布は、応用上分子量そのものと同様に重要であり、物性面では通常分子量分布が狭いことが望ましいが、加工の容易さからは分子量分布が広いことが有利になる場合も多く、分子量のみならずその分布も用途に応じて設計する必要がある。平均分子量の算出方法には分子1個あたりの平均の分子量として算出される数平均分子量や、重量に重みをつけて計算した重量平均分子量等がある。重量平均分子量と数平均分子量の比を分散比と呼び、これが１に近いほど分子量分布が狭いことを示す。
生体高分子、天然高分子には、単一の分子量からなる単分散を示すものも多い。
分子量の測定法には以下のものがある。
分子排斥クロマトグラフィー法（GPC法）
GPC（英: gel permeation chromatography）法とはゲル状の粒子を充填したカラムに高分子の希薄な溶液を流し、分子の大きさによって流出するまでの時間が異なることを利用した分子量の測定法。分子の溶液中での大きさは分子量以外の要因（溶媒との相互作用の強さなど）によっても影響されること、また固定相と被測定高分子との各種の相互作用によっても保持時間は影響を受けることにより、絶対的な分子量の測定はできないが、分子量分布が容易に得られる利点がある。
粘度法
高分子の溶液の粘度 η が以下のような平均分子量の関数であることを利用した測定法。この方法により求められる平均分子量を粘度平均分子量と言う。
η = kMα （k および α は高分子に固有の定数）
末端基定量法
高分子の末端に何らかの官能基が存在する場合には末端基定量法を用いることが可能なことがある。例えば末端がカルボン酸の高分子であれば水酸化ナトリウムなどの塩基で中和滴定を行うことにより、存在する高分子の個数が分かる。これと全体の質量およびモノマーの分子量とから高分子一個あたりの質量、すなわち数平均分子量が分かる。また、近年ではNMRスペクトルの積分比から末端基の割合を測定することが可能である。
束一的性質を利用した方法（蒸気圧法・浸透圧法・沸点上昇法）
溶液の蒸気圧・浸透圧・沸点がそのモル濃度および質量モル濃度に依存することを利用した測定法。これらの方法により求められる平均分子量は数平均分子量である。
光散乱法
溶液中の分子に光が衝突すると光の散乱が起こり、散乱強度がその分子の質量に比例することを利用した分析法。この方法により求められる平均分子量は重量平均分子量である。
沈降速度法（超遠心法）
大きな重力場の中ではわずかな比重差でも重い粒子が沈むことを利用した分析法。非常に高速で回転する遠心分離機を用い、セル内部の分子の分布状態を光学的に検出することで分子量を測定する。この方法により求められる平均分子量は重量平均分子量である。

## 合成法
分子内にあらかじめ反応点を2つ以上持たせておく方法と、反応中に活性点を連鎖的に発生させる方法がある。
- 連鎖重合
  - 付加重合
    - ラジカル重合
    - カチオン重合
    - アニオン重合
    - 配位重合

  - 開環重合
    - ラジカル重合
    - カチオン重合
    - アニオン重合
    - 配位重合

  - 連鎖縮合重合
- 逐次重合
  - 重縮合
  - 重付加
  - 付加縮合
- リビング重合

## 高分子に関するノーベル賞
- 鎖状高分子化合物の研究（ヘルマン・シュタウディンガー 、1953年）
- 新しい触媒を用いた重合法の開発と基礎的研究（カール・ツィーグラー、ジュリオ・ナッタ、1963年）
- 高分子化学の理論、実験両面にわたる基礎研究（ポール・フローリー、1974年）
- 固相反応によるペプチド合成法の開発（ロバート・メリフィールド、1984年）
- 単純な系の秩序現象を研究するために開発された手法が、より複雑な物質、特に液晶や高分子の研究にも一般化され得ることの発見（ピエール＝ジル・ド・ジェンヌ、1991年）
- DNA化学での手法開発への貢献（キャリー・マリス、マイケル・スミス、1993年）
- 導電性高分子の発見とその開発（白川英樹、アラン・ヒーガー、アラン・マクダイアミッド、2000年）
- 生体高分子の同定および構造解析のための手法の開発（ジョン・フェン、田中耕一、クルト・ヴュートリッヒ、2002年）